# Żądza ciała
Żądza ciała − wydany z przeznaczeniem użytku domowego amerykański film fabularny (thriller erotyczny) z roku 1991. W Polsce film emitowany był w stacji Tele 5.

## Obsada
- Danny Trejo − agent
- Paula Trickey − Jasmine
- Julie Strain − Ingrid
- Martin Hewitt − Renny
- Doug Jones − Lang
- Yvette Nelson − Mia